# Кёпи
Кёпи (нем. Köpi или Koepi; стилизованно: Køpi) — жилой комплекс, расположенный по адресу 137 Köpenicker Straße в Митте, Берлин. Он был сквотирован в 1990 году и легализован в 1991 году как автономный жилой комплекс и самоуправляемый общественный центр. Двор Кёпи использовался как вагенплац для людей, живущих в транспортных средствах. Сквот Кёпи — это проект, вдохновлённый левыми идеями и связанный с культурой панков, анархистов и автономов. Здание стало символом левых радикалов в Берлине так же, как Розбрат (польск. Rozbrat) в Познани или «Молодёжный дом» (дат. Ungdomshuset) в Копенгагене. Он пережил несколько попыток выселения благодаря политическому давлению и благодаря тому, что у застройщиков всегда заканчивались деньги на выселение.

## История строительства
Здание было построено в 1905 году еврейским бизнесменом. Симметричный фасад в стиле эпохи грюндерства окружён двумя короткими крыльями. То, что видно с улицы, раньше было задней частью здания — передняя половина была разрушена бомбардировками в конце Второй мировой войны и больше не восстанавливалась. После повреждения поверхности здания бомбами и последующего запущения состояния здания, большая часть лепнины исчезла. 
Во время Второй мировой войны здание использовалось AEG (с нем. — «Всеобщая электрическая компания») для размещения французских подневольных рабочих. После войны здание располагалось в Восточном Берлине. Во времена Германской Демократической Республики (ГДР) здание использовалось для занятий спортом, а в подвале был боулинг. К 1990 году здание опустело, потому его планировалось снести.

## Сквот

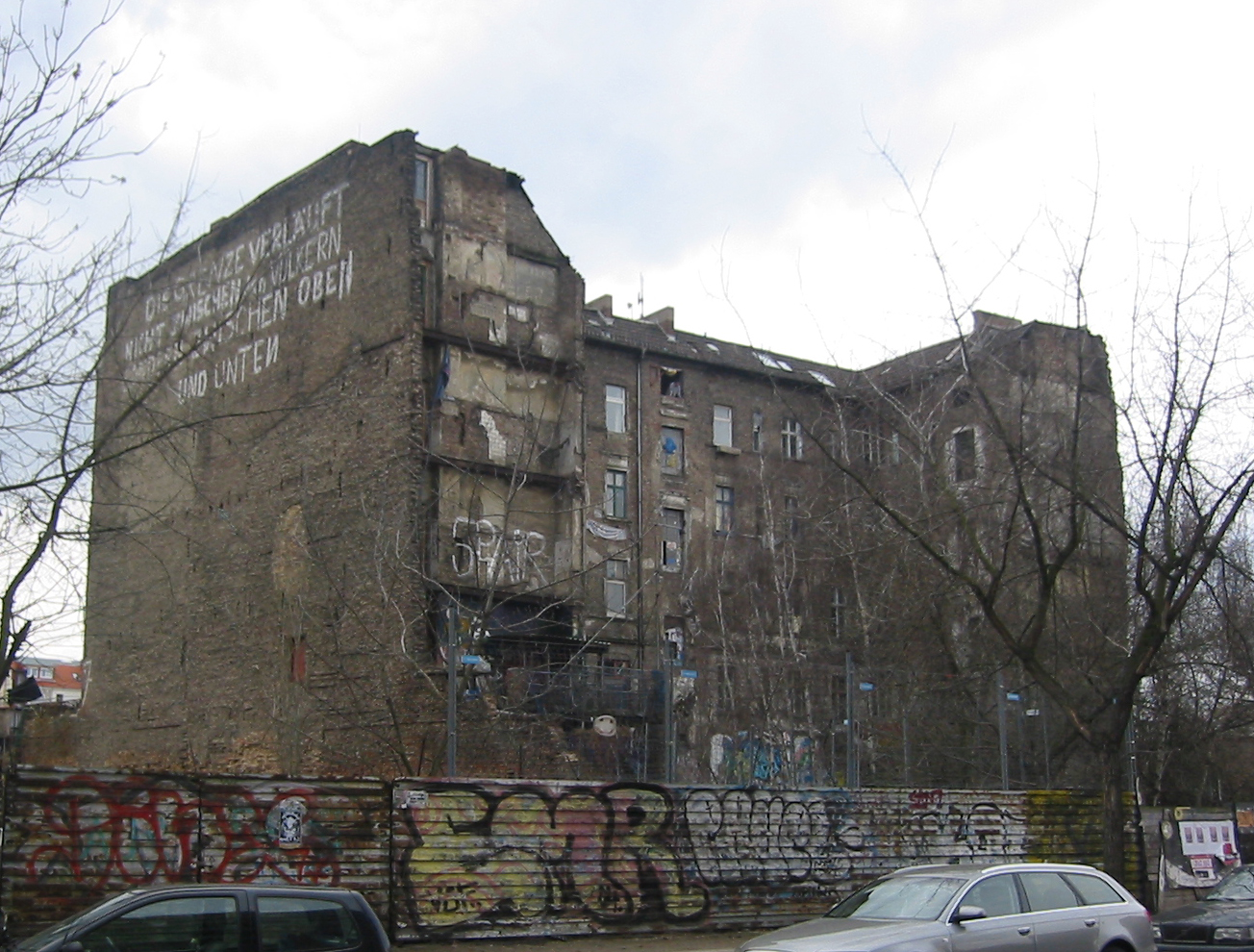
Кёпи в 2006 году. В переводе надпись на здании гласит: «Между людьми нет границ, только между верхом и низом».

Кёпи был сквотирован 23 февраля 1990 года автономами из Западного Берлина. Несмотря на ужасное состояние здания, сквоттеров привлекали большие помещения. Полиция не пыталась выселить оккупантов, что стало первым случаем, когда люди из Западного Берлина поселились в Восточном Берлине. Сквоттеры смогли узаконить свою оккупацию в районном совете Митте в 1991 году.
С самого начала Кёпи был леворадикальным пространством, где приветствовали анархистов, социалистов, гомосексуалов и музыкантов. Само здание стало покрытым многочисленными баннерами и граффити. Здание стало известно общественности как Кёпи (стилизованно: Køpi). Cквоттеры решили использовать датское «ø», несмотря на то, что название происходит от немецкого названия улицы (Köpenicker Straße). Слово Køpi также пишется как Koepi, Köpi и даже иногда как Kopi в английских или испанских текстах. Копи стал важным символом левых радикалов в Берлине, связанным с проектами в других местах, такими как Розбрат в Познани или «Молодёжный дом» в Копенгагене.

## Собственность
Здание долгое время принадлежало ГДР, а затем перешло в собственность ФРГ, унаследовавшему его. В 1995 году правительство продало здание Волькарду Петерсену, который хотел превратить это место в Sonnenhöf. Но так как у него закончились деньги, проект был отложен. Петерсен попал в долги перед Commerzbank из-за чего здание было лишено права выкупа. В 1999 году в районе Митте был проведён принудительный аукцион. Аукцион не увенчался успехом: ни один из почти 30 участников не предложил купить имущество, оценочная стоимость которого составляла 5,4 миллиона марок. Предложение жителей Кёпи купить здание за одну марку было отклонено вместе с их просьбой объявить местность «участком специального использования для экспериментального проживания» (нем. Sondernutzungsfläche für Experimentelles Wohnen). 
Тем временем жильцы Кёпи провели капитальный ремонт здания, в том числе сантехнические работы, при этом решив не ремонтировать фасад, с целью напомнить яркую историю здания. Они также провели множество политических акций, призванных обеспечить их выживание в доме, что сделало здание непривлекательным для инвесторов. Например, когда в 2007 году провели очередной аукцион здания, у зала суда было 300 сторонников Кёпи, а также 300 полицейских. Полиция заранее выразила обеспокоенность по поводу возможного насилия, предупредив, что политическая ситуация уже обострялась после демонстрации солидарности в поддержку «Молодёжного дома» в Копенгагене. Аукцион на этот раз прошёл успешно: здание было продано за 835 тысяч евро (половина предполагаемой рыночной стоимости) агенту нового владельца по имени Бесник Фихтнер, албанскому управляющему директору компании Plutonium 114. Он также купил два соседних дома за 900 тысяч евро. Фактическим новым владельцем стала компания Novum Köpenicker Straße 133-138 GmbH. Другие источники сообщают, что новым владельцем стала ранее неизвестная компания VKB GmbH & Co. KG. Versicherungskammer Bayern, базирующаяся в Мюнхене, и Volkskreditbank, базирующаяся в Линце. Эти компании отрицали, что имеют какое-либо отношение к компании, несмотря на то, что у них были такие же инициалы, как у новых владельцев здания. 
После покупки здания жителям Кёпи немедленно пригрозили выселением. Через неделю жители Кёпи обнаружили документальный след, ведущий к берлинскому застройщику Зигфриду Нельсу. Они навестили родителей Нельса без предупреждения, и его отец пригласил их выпить чаю, в то время как брат Нельса вызвал полицию. Через месяц полиция провела обыск в штаб-квартире Нельса (названной как Vitalis Beteiligungsgesellschaft für Altbauten mbH) и в двадцати других объектах, расследуя финансовые нарушения. К 2008 году Фихтнер поссорился с Нельсом и подписал 30-летний договор аренды с жителями Кёпи. Между Plutonium 114 и Нельсом не было подписанного соглашения, поэтому Фихтнер имел право заключить контракт. Однако затем Фихтнер залез в долги, и Commerzbank снова призвал к принудительному аукциону Копи в 2013 году. Позже было также проведено ещё несколько аукционов, связанных с вагенплац, которые не подпадали под новое соглашение об аренде.

## Деятельность
В 2016 году в доме проживало 50 человек и 50 человек проживало на вагенплац, дворе рядом с домом, где люди жили в транспортных средствах и вагонах. Помимо проживания, здание также использовалось как площадка для различных мероприятий и предприятий, таких как бар, веганское кафе, концертная площадка, кинотеатр, инфошоп, тренажёрный зал, типографская мастерская, репетиционная площадка и стена для скалолазания. Проект управляется еженедельным пленарным заседанием, которое проходит по воскресеньям. Присутствовать могут только жители Кёпи и участники проектов, использующих это пространство. Использование мобильных телефонов запрещено. 
В отчёте Сенатского управления внутренних дел и полиции за 2017 год говорилось, что «в целом можно определить, что объект Кёпи 137 служит убежищем для левых преступников, так и отправной точкой для преступлений». В ответ представитель Кёпи заявил, что «присутствие полиции на нашем объекте часто вызывает враждебность, стоянка туристических автобусов и структурные изменения в районе воспринимаются как выражение процессов джентрификации. Недовольство этими вещами иногда приводит к соответствующим преступным действия».
К 2021 году предполагаемое количество жителей упало до 30. В сентябре 2021 года был издан приказ о выселении, в котором оставшимся жителям сообщалось, что они должны освободить собственность до 15 октября. В ответ 3 октября 1000 сторонников Кёпи провели демонстрацию. За демонстрацией наблюдали 600 сотрудников служб экстренного реагирования.